# Алегрия (Риу-Гранди-ду-Сул)
Алегрия (порт. Alegria) — муниципалитет в Бразилии, входит в штат Риу-Гранди-ду-Сул. Составная часть мезорегиона Северо-запад штата Риу-Гранди-ду-Сул. Входит в экономико-статистический микрорегион Ижуи. Население составляет 4789 человек на 2007 год. Занимает площадь 172,686 км². Плотность населения — 27,3 чел./км².

## История
Город основан 31 декабря 1987 года.

## Статистика
- Валовой внутренний продукт на 2003 составляет 51.994.977,00 реалов (данные: Бразильский институт географии и статистики).
- Валовой внутренний продукт на душу населения на 2003 составляет 10.367,89 реалов (данные: Бразильский институт географии и статистики).
- Индекс развития человеческого потенциала на 2000 составляет 0,745 (данные: Программа развития ООН).

## География
Климат местности: субтропический гумидный.